# The Reminder
Albums de Feist
Let It Die
(2004) Metals
(2011)
The Reminder est le troisième album solo de Feist, sorti en 2007.

## Information sur l'album
Cet album a été enregistré en France en mars 2006 au Studio de La Frette et au Canada en juin 2006. Trois chansons en seront extraits de l'album: My Moon My Man, 1234 (qui deviendront des succès internationaux) et I Feel It All.

## Succès de l'album
L'album débute en 16e position du Billboard 200 aux États-Unis avec 32 000 copies, et en 2e position au Canada avec 18 000 copies. Par ailleurs, ce disque commence à se vendre dans le monde, même au Royaume-Uni. L'album devient le 37e album le plus vendu en 2007 avec 1,2 million de copies vendus dont 600 000 aux États-Unis, ce qui lui veut un disque d'or, et 225 000 au Canada, ce qui lui vaut deux disques de platine. Après la soirée des Junos 2008, sur lequel elle remporte cinq prix, elle retourne en 2e position avec 21 000 copies vendus cette semaine-là

## Titres de l'album
1. So Sorry - 3:16
2. I Feel It All - 3:39
3. My Moon My Man - 3:48
4. The Park - 4:34
5. The Water - 4:46
6. Sealion - 3:40
7. Past In Present - 2:54
8. The Limit to Your Love - 4:27
9. 1234 - 3:03
10. Brandy Alexander - 3:36
11. Intuition - 4:36
12. Honey, Honey - 3:27
13. How my Heart Behaves - 4:26

## Charts mondiaux
| Pays              | Meilleure position | Certification | Vente   |
| ----------------- | ------------------ | ------------- | ------- |
| Australie         | 46                 |               |         |
| Autriche          | 4                  | Or            | 10 000  |
| Belgique Flandres | 16                 |               |         |
| Belgique Wallonie | 38                 |               |         |
| Canada            | 2                  | 2x Platine    | 225 000 |
| France            | 8                  | Or            | 130 000 |
| Allemagne         | 10                 |               |         |
| Grèce             | 10                 |               |         |
| Irlande           | 61                 |               |         |
| Portugal          | 29                 |               |         |
| Suède             | 8                  |               |         |
| Suisse            | 12                 |               |         |
| Royaume-Uni       | 28                 |               | 65 000  |
| États-Unis        | 16                 | Or            | 650 000 |